# 元尾道市長夫妻殺害事件
元尾道市長夫妻殺害事件（もとおのみちしちょうふさいさつがいじけん）とは、1980年（昭和55年）2月9日に日本の広島県尾道市で発生した殺人事件。前尾道市長（当時）の佐藤勲が、自宅で妻と共に殺害された。
犯人の特定・逮捕には至らず、未解決のまま事件発生から15年後の1995年（平成7年）2月に公訴時効が成立した。

## 事件の概要
被害者の市長は公人であるため実名であるが、それ以外の人物については仮名とする。
佐藤勲・前尾道市長は医師で尾道市議を4期務めた後1975年4月の尾道市長選挙で初当選し、尾道市の当時の累積赤字を昭和53年度までに無くすなどの実績を挙げていた。しかし、2期目を目指していた1979年2月に市立学校の増改築をめぐり、業者に便宜を図った謝礼を受け取ったという収賄容疑で逮捕され、4月投票の市長選出馬を断念していた。
1980年2月9日、当時刑事事件の被告人であった佐藤（当時53歳）が妻（当時45歳）と共に尾道市浦崎町の自宅で殺害された。夫婦は二階の寝室で首をかき切られ惨殺されていた。当時同家は次女（当時25歳）が同居していたが、彼女は看護学校へ朝出かけた時には不審な点はなかったという。
犯行現場となった佐藤宅であるが、電話線が切断され自宅内を物色された痕跡があり、計画的犯行の可能性が高かった。また医師で政治家という職歴から怨恨の可能性もあるほか、強盗殺人の可能性もあった。そのため被疑者は多数に及ぶことになった。捜査を担当した広島県福山西警察署は、捜査本部に夫婦の遺影を掲げ捜査したが、被疑者を特定できないまま、1995年2月に刑事訴訟法の公訴時効が成立した。